# Municipio de Līgatne
El municipio de Līgatnes (en Letón: Līgatnes novads) es uno de los ciento diez municipios de Letonia, se encuentra localizado en el suroeste de dicho país báltico. Fue creado durante el año 2009 después de una reorganización territorial. La ciudad capital es la ciudad de Līgatne.

## Ciudades y zonas rurales
- Līgatne (ciudad)
- Līgatnes pagasts (zona rural)

## Población y territorio
Su población se encuentra compuesta por un total de 4.063 personas (2009). La superficie de este municipio abarca una extensión de territorio de unos 167,7 kilómetros cuadrados. La densidad poblacional es de 24,23 habitantes por cada kilómetro cuadrado.